# Xiǎochéng zhī chūn
Xiǎochéng zhī chūn (小城之春S) è un film cinese del 1948 diretto da Fei Mu, prodotto dalla Wenhua Film Company e basato su un racconto di Li Tianji (李天濟S, Lǐ TiānjìP).
Anche se la sua reputazione venne fuori in Cina solo dopo la rivoluzione comunista nazionale del 1949, negli ultimi 20 anni è noto per essere il più grande film cinese mai realizzato. L'originale negativo è stato preso dalla China Film Archive.

## Trama
Ambientato dopo la seconda guerra sino-giapponese, il film racconta la storia della famiglia Dai, una volta prospera. Il marito e patriarca, Dai Liyan, è un invalido che passa le sue giornate nel cortile a ripensare alla sua gloriosa giovinezza. La moglie, Zhou Yuwen, è una donna che ormai non prova più alcun sentimento amoroso per lui, anche se ancora si preoccupa per la sua salute. La sua giovane sorella adolescente invece, Liyan Dai Xiu, è troppo giovane per provare nostalgia del passato e rimane quindi allegra e giocosa tra le rovine della sua casa.
In questa triste, squallida ed immutabile esistenza, un giorno viene l'amico d'infanzia di Liyan, Zhang Zhichen, un medico di Shanghai ed ex-fiamma di Zhou Yuwen prima che questa avesse incontrato Dai. Da qui il film si focalizza sulle particolari emozioni contrastanti di Yuwen tra il suo amore per Zhang e la sua fedeltà al marito e alla famiglia.

## Accoglienza
Prodotto in quel periodo cinematografico post-bellico di Shanghai chiamato "Isola solitaria", Spring in a Small Town, a differenza dei suoi predecessori di sinistra del 1930, è un'opera molto più intima e con pochi riferimenti alla politica del periodo. Infatti, il lungometraggio si distingue da quelle opere precedenti per la trattazione più matura dei conflitti inter-personali, in particolare nel senso che non ci sono cattivi o antagonisti al di fuori del tempo e delle circostanze. Anche il marito, che apparentemente intralcia l'amore tra Zhou Yuwen e Zhang Zhichen, è un essere umano intrinsecamente decente e buono.
A causa però di questa sua mancanza di elementi politicamente orientati, Spring in a Small Town venne ripudiato dal Partito Comunista Cinese, che lo reputava di destra e reazionario e venne completamente ignorato a seguito della vittoria del comunismo in Cina nel 1949. Solo negli anni ottanta riuscì a trovare la sua popolarità, grazie ad una ristampa della China Film Archive. Oggi è considerato un classico del cinema. Infatti nel 2005 la Hong Kong Film Awards Association lo nominò come il più grande film cinese mai fatto. Anche il regista della Sesta Generazione, Wang Chao, ha dichiarato che il lungometraggio rientra fra i suoi preferiti e che Fei Mu è uno dei suoi ispiratori. Nel 2002, venne prodotto un remake da Tian Zhuangzhuang intitolato Springtime in a Small Town.

## Edizione in DVD
Xiǎochéng zhī chūn venne pubblicato con i sottotitoli in inglese in DVD l'8 maggio 2007 da Cinema Epoch.
Un'edizione più vecchia venne distribuita negli Stati Uniti dalla Guangzhou Beauty Culture Communication Co. Ltd il 1º dicembre 2006.